# Dieter Strützel
Dieter Strützel (* 25. Mai 1935 in Dessau; † 9. Mai 1999 in Gera) war ein Kulturwissenschaftler, Soziologe und Politiker in der DDR und später im wiedervereinigten Deutschland. Er war bekannt für seine wissenschaftlichen Arbeiten zur Kultursoziologie und als ein wichtiger Vertreter der politischen Linken in Thüringen nach 1989. Strützel prägte durch seine Studien und seine politische Praxis maßgeblich die Erneuerung der Partei des Demokratischen Sozialismus (PDS) und der politischen Kultur in Ostdeutschland.

## Leben und Wirken
Dieter Strützel studierte von 1954 bis 1959 Germanistik und Anglistik/Amerikanistik an der Karl-Marx-Universität Leipzig (KMU). Anschließend absolvierte er zwischen 1963 und 1966 eine Aspirantur am philosophischen Institut der KMU. 1967 promovierte er mit einer Arbeit über das „Typische“. Seine Promotion stellte die Frage nach den typischen Erscheinungsformen und Charakteristika der Kultur und Kunst in der DDR.
Nach seiner Promotion arbeitete er von 1966 bis 1970 als Lektor und später als Cheflektor beim Mitteldeutschen Verlag in Halle. Dort war er für die Veröffentlichung kritischer Werke von Autoren wie Christa Wolf und Erik Neutsch verantwortlich, was ihm 1970 die Abberufung durch das Kulturministerium einbrachte, da diese Veröffentlichungen als „verzerrte Darstellungen der Wirklichkeit“ galten. Nach seiner Entlassung kehrte Strützel an die Karl-Marx-Universität Leipzig zurück und war von 1970 bis 1975 als Oberassistent für Kulturtheorie und Ästhetik tätig.
1976 folgte er einer Berufung als Dozent für Kulturtheorie an die Friedrich-Schiller-Universität Jena, wo er sich intensiv der Erforschung der Lebens- und Arbeitsbedingungen der Arbeiter widmete. Strützel führte empirische Studien durch, um der ideologischen Dogmatik mit der Realität zu begegnen, und entwickelte auf dieser Grundlage Vorschläge für Reformen in der Arbeits- und Sozialpolitik der DDR.
In den 1980er Jahren war Strützel als Vermittler einer informellen Gruppe zur »Ästhetik des Widerstands« von Peter Weiss tätig und setzte sich kritisch mit den Versäumnissen und Potenzialen der Geschichte der Arbeiterbewegung auseinander. Zwischen 1986 und 1988 leitete er eine umfassende Untersuchung zu den kulturellen Bedürfnissen der Jenaer Bevölkerung. Die Ergebnisse dieser Studien machten deutlich, dass die Lebens- und Arbeitsbedingungen der DDR-Bürger zunehmend in Widerspruch zur Realität gerieten. Veränderungen im Wohnungsbau, in der Stadtentwicklung und in der Arbeitswelt wurden angeregt.
Ab 1988 war Strützel stellvertretender Leiter des interdisziplinären Projekts »Lebensweise in der DDR« der Universitäten Jena und Tübingen. Im November 1989 endete seine wissenschaftliche Tätigkeit an der Friedrich-Schiller-Universität jäh und er begann ab Dezember 1989, sich aktiv am politischen Wiederaufbau der SED-PDS (später Partei des Demokratischen Sozialismus, PDS) zu beteiligen. Er übernahm im November 1989 die Funktion des Sekretärs für Öffentlichkeitsarbeit und Medien in der umgebildeten SED-Bezirksleitung Gera.

### Politisches Engagement nach 1989
Nach der Wende spielte Dieter Strützel eine zentrale Rolle beim Aufbau der demokratischen Strukturen in der neugegründeten PDS. Als Vorsitzender des Aktionsausschusses der SED-PDS im Bezirk Gera und später als stellvertretender Landesvorsitzender der PDS in Thüringen verantwortete er die Abwicklung des alten Parteiapparats und setzte sich für eine »Politik von unten« ein. Sein Ziel war es, die Partei aus ihrer Isolierung zu befreien und für neue gesellschaftliche Impulse zu öffnen. Die Idee der »Partei von unten« wurde zu einem seiner wichtigsten Leitmotive. Mit der Landtagswahl 1990, bei der die PDS in Thüringen 9,7 Prozent erreichte, gelang es Strützel und seinen Mitstreitern, die Partei im Landtag zu verankern.
Strützel setzte sich intensiv mit Gewerkschaften, Bürgerinitiativen, Kirchen und linken Intellektuellen auseinander, um neue Perspektiven für die PDS zu entwickeln. Er war maßgeblich an der Gründung der »Linken Schule Schnepfenthal« beteiligt, die ab 1992 eine Plattform für die Verständigung und den Austausch linker Positionen in Ost und West bot.
Seine Ideen zur Elgersburger Erklärung von 1997, die ein linkes Reformprojekt für Thüringen vorschlug, beeinflussten langfristig die programmatische Ausrichtung der Partei. Er kritisierte dabei die Verengung des linken Diskurses auf theoretische Fragen und forderte eine stärkere Orientierung an der empirischen Realität.

## Veröffentlichungen (Auswahl)
Dieter Strützel veröffentlichte zahlreiche wissenschaftliche Arbeiten, die sich mit den Themen Kultursoziologie, Arbeiterkultur und sozialistischen Kulturtheorien auseinandersetzen. Zu seinen wichtigsten Veröffentlichungen zählen:
- Strützel, Dieter (1968): Versuch einer kategorialen Bestimmung des Typischen: Unter besonderer Berücksichtigung historischer und syntaktischer Aspekte. Leipzig. Buch.
- Strützel, Dieter (1973): Lesegewohnheiten in der DDR. In: Deutsch als Fremdsprache. Artikel.
- Strützel, Dieter (1980): Die Rolle des sozialistischen Industriebetriebes für die Kultur der Arbeiterklasse. Berlin: Akademie für Weiterbildung beim Ministerium für Bildung. Buch.
- Strützel, Dieter (1981): Arbeiterklasse und künstlerische Kultur. Berlin: Institut für Weiterbildung. Buch.
- Strützel, Dieter (1985): Einheitlichkeit und Differenzierung in der sozialistischen Kulturentwicklung: Materialien der Konferenz an der Friedrich-Schiller-Universität Jena, 18. und 19. Mai 1985. Jena: Friedrich-Schiller-Universität. Buch.
- Strützel, Dieter (1986): Kulturelle Voraussetzungen von Leistungsentwicklung. In: Wissenschaftliche Schriftenreihe der TU Karl-Marx-Stadt. Artikel.
- Strützel, Dieter (1987): Die soziale Determiniertheit der Bedürfnisse als Handlungstriebkraft. In: Barnick, H.; Richter, B. (Hg.), Deutsche Zeitschrift für Philosophie. Berlin: De Gruyter. Artikel.
- Strützel, Dieter (1988): Sozialistischer Industriebetrieb und Kultur: V. Jenaer Kulturtheoretisches Kolloquium. Jena: Friedrich-Schiller-Universität. Buch.
- Strützel, Dieter: Wissenschaftlich-technische Revolution: Bedürfnisentwicklung und Bedürfnisbefriedigung. In: Segert, A.; Zierke, I. (Hg.), Deutsche Zeitschrift für Philosophie. Berlin: De Gruyter, 1989. Artikel.
- Strützel, Dieter: Georg Lukâcs und Peter Weiss. Ideologie und Erfahrung bei der Entstehung proletarischer Kultur. In: Dornhof, D. (Hg.), Kultur im Wiederaufbau. Die Bundesrepublik Deutschland 1945–1965. Berlin, 1989. Artikel.
- Strützel, Dieter (1989): Wissenschaftlich-technische Revolution: Bedürfnisentwicklung und Bedürfnisbefriedigung. In: Segert, A.; Zierke, I. (Hg.), Deutsche Zeitschrift für Philosophie. Berlin: De Gruyter. Artikel.
- Meyer, Gerd; Riege, Gerhard; Strützel, Dieter (1990): Das Zwanzigste Jahrhundert im Dialog mit dem Erbe. Jena: Friedrich-Schiller-Universität. Buch.
- Meyer, Gerd; Riege, Gerhard; Strützel, Dieter (1992): Legitimitäts- und Machtverfall des DDR-Sozialismus: Zum plötzlichen Ende einer einheitsverkörpernden Öffentlichkeit. Jena: Palm & Enke. Buch.
- Meyer, Gerd; Riege, Gerhard; Strützel, Dieter (1992): Lebensweise und gesellschaftlicher Umbruch in Ostdeutschland. Jenaer Reden und Schriften. Erlangen/Jena: Palm & Enke. Buch.
- Strützel, Dieter (1992): Geschlossene Biographien als Umbruchpotentiale. Zur Veränderung von Lebensweisen. In: Meyer, G. et al. (Hg.), Lebensweise und gesellschaftlicher Umbruch in Ostdeutschland. Artikel.
- Strützel, Dieter (1992): Lebensweise als Forschungsgegenstand in der DDR. In: Meyer, G. et al. (Hg.), Lebensweise und gesellschaftlicher Umbruch in Ostdeutschland. Artikel.
- Strützel, Dieter (1992): Lebensweise und gesellschaftlicher Umbruch in Ostdeutschland. In: Meyer, G.; Riege, G. (Hg.), Jena: Friedrich-Schiller-Universität. Buch.
- Strützel, Dieter; Dwars, Jens-F.; Mieth, M. (1993): Widerstand wahrnehmen: Dokumente eines Dialogs mit Peter Weiss. Köln. Buch.
- Strützel, Dieter (1993): Zur Differenz des Wortlauts der Ästhetik des Widerstands im Suhrkamp- und Henschelverlag. In: Jens-F. Dwars, Dieter Strützel, Matias Mieth (Hrsg.), Widerstand wahrnehmen: Dokumente eines Dialogs mit Peter Weiss. Köln, S. 256–291. Artikel.
- Strützel, Dieter (1994): Haushaltslagen und damit verknüpfte Sozialbeziehungen in Ostdeutschland: "Wir haben so viel erlebt, dass wir uns über mehr Dinge 'nen Kopf machen". Berlin: GSFP, 1. Aufl. Buch.
- Strützel, Dieter (1997): Wissenschaft und Politik. Ein produktiver Widerspruch. In: Edelbert Richter (Hrsg.), Sich beteiligen am öffentlichen Vernunftgebrauch: Zum Verhältnis von Sozialwissenschaften und Politik. Berlin: Wissenschaftliche Reihe der Hochschule für Sozialwissenschaften. Artikel.
- Strützel, Dieter (2000): Die Wahrheit des Anderen. Erfurt: UNZ-Verl., 1. Aufl. Buch.